# Joseph Carrara
Pour les articles homonymes, voir Carrara.
Joseph Carrara, né le 9 mars 1938 à Hauteville-Lompnes (Ain) et mort le 13 juillet 2024 à La Tronche (Isère), est un coureur cycliste français. 
Professionnel de 1962 à 1966, il remporte notamment une étape du Tour d'Italie 1962 et le Tour de Catalogne en 1964. 
Il est en 2014 retraité à Cormaranche-en-Bugey dans l'Ain.

## Biographie

### Carrière amateur
Il fait ses débuts dans le club d'Hauteville dans lequel il comptera comme coéquipier Roger Pingeon également natif de la ville.

### Carrière professionnelle
Peu ou pas payé pendant les périodes hivernales, Joseph Carrara est contraint d’exercer une autre profession pendant ces périodes, en général maçon.
Lors de Paris-Nice 1963, le 17 mars, alors qu'il est deuxième au classement des grimpeurs et 15e au général, il heurte une Simca Aronde sur la promenade des Anglais alors même qu'il est échappé : il reste trois jours dans le coma à l'hôpital Saint-Roch.
En 1964, il remporte le classement final du Tour de Catalogne durant lequel il remporte la 4e étape.

## Palmarès
- 1961
  - Annemasse-Bellegarde-Annemasse
  - 2e Grand Prix Slamo à Lyon
  - 3e du Tour de l'Aude
- 1962
  - 5e étape du Tour d'Italie
  - 2ea étape du Grand Prix de Fourmies
  - 2e d'Annemasse-Bellegarde-Annemasse
- 1963
  - Grand Prix d'Antibes
  - 3e de Nice-Mont Agel
- 1964
  - Grand Prix de Thizy
  - Tour de Catalogne :
    - Classement général
    - 3ea étape

## Résultats sur les grands tours

### Tour de France
1 participation
- 1962 : abandon (12e étape)

### Tour d'Italie
1 participation
- 1962 : abandon (6e étape), vainqueur de la 5e étape